# Fürth Stadthalle (metropolitana di Norimberga)
La stazione di Fürth Stadthalle è una stazione della metropolitana di Norimberga, posta nel territorio cittadino di Fürth.

## Storia
La stazione di Fürth Stadthalle – all'epoca capolinea occidentale della linea U1 – venne attivata il 5 dicembre 1998 insieme alla tratta da Hauptbahnhof; rimase capolinea fino al 4 dicembre 2004, data in cui venne attivato il prolungamento fino alla stazione di Fürth Klinikum.

## Interscambi
- Fermata autobus[2]